# فکر آزاد
فکر آزاد نام یکی از مطبوعات استان فارس در دوران قاجاریه است.
این روزنامه از سال ۱۳۳۷ هـ.ق به وسیله حبیب‌الله نوبخت در شیراز به چاپ رسیده است.